# María Sánchez Bravo
María Eugenia Sánchez Bravo, auch: Maru Sánchez (geboren am 25. Juli 1969 in Madrid) ist eine ehemalige spanische Handballtorhüterin.
Sánchez’ Sportlehrer war Manuel Cadenas. Sie begann mit dem Handball bei CM Leganés, ihre weiteren Stationen waren Vifiherati de Lanzarote, Íber Valencia, Club León Balonmano, Granada 74, Cementos La Unión de Ribarroja, Mar Alicante und Club Balonmano Femenino Elda. Zu ihren Erfolgen im Handball zählen vier spanische Meisterschaften und zwei Gewinne der Copa de la Reina.
Auch für die spanischen Auswahlmannschaften lief sie auf. Ihren ersten Einsatz bestritt sie 1985 mit der Juniorinnenauswahl. Bis 1989 bestritt sie 34 Länderspiele für Spanien. Am 22. Oktober 1986 lief sie erstmals für die spanische Nationalmannschaft auf. Mit insgesamt 195 Spielen zählt sie zu den Spielerinnen mit den meisten Einsätzen für Spanien. Mit der Mannschaft nahm sie an den Olympischen Sommerspielen 1992, der Weltmeisterschaft 2003, den Olympischen Spielen 2004, der Europameisterschaft 2004 und der Weltmeisterschaft 2007 teil. Mit Spanien gewann sie die Goldmedaille bei den Mittelmeerspielen 2005.